# موندیر جونز
موندایر لامار جونز (زاده ۱۸ مه 1987) یک وکیل و سیاستمدار آمریکایی است که از سال ۲۰۲۱ تا ۲۰۲۳ نماینده ایالات متحده برای حوزه انتخابیه هفدهم نیویورک  بود. این ناحیه بیشتر بخش مرکزی و شمال غربی شهرستان وستچستر و تمام شهرستان راکلند را شامل می‌شد. جونز یکی از اعضای حزب دموکرات و از اولین همجنس گرایان سیاهپوست کنگره است.
جونز در نیاک، نیویورک به دنیا آمد و در دره اسپرینگ، نیویورک توسط یک مادر مجرد بزرگ شد. او مدرک لیسانس خود را در سال ۲۰۰۹ از دانشگاه استنفورد گرفت. پس از فارغ‌التحصیلی در دوران ریاست جمهوری باراک اوباما در وزارت دادگستری ایالات متحده کار کرد. سپس در سال ۲۰۱۳ دکترای حقوقی خود را از دانشکده حقوق هاروارد دریافت کرد.